# Symplocos vatteri
Symplocos vatteri är en tvåhjärtbladig växtart som beskrevs av Paul Carpenter Standley och Steyerm. Symplocos vatteri ingår i släktet Symplocos och familjen Symplocaceae. Inga underarter finns listade i Catalogue of Life.